# Pinyin postal
Pour les articles homonymes, voir Pinyin (homonymie).

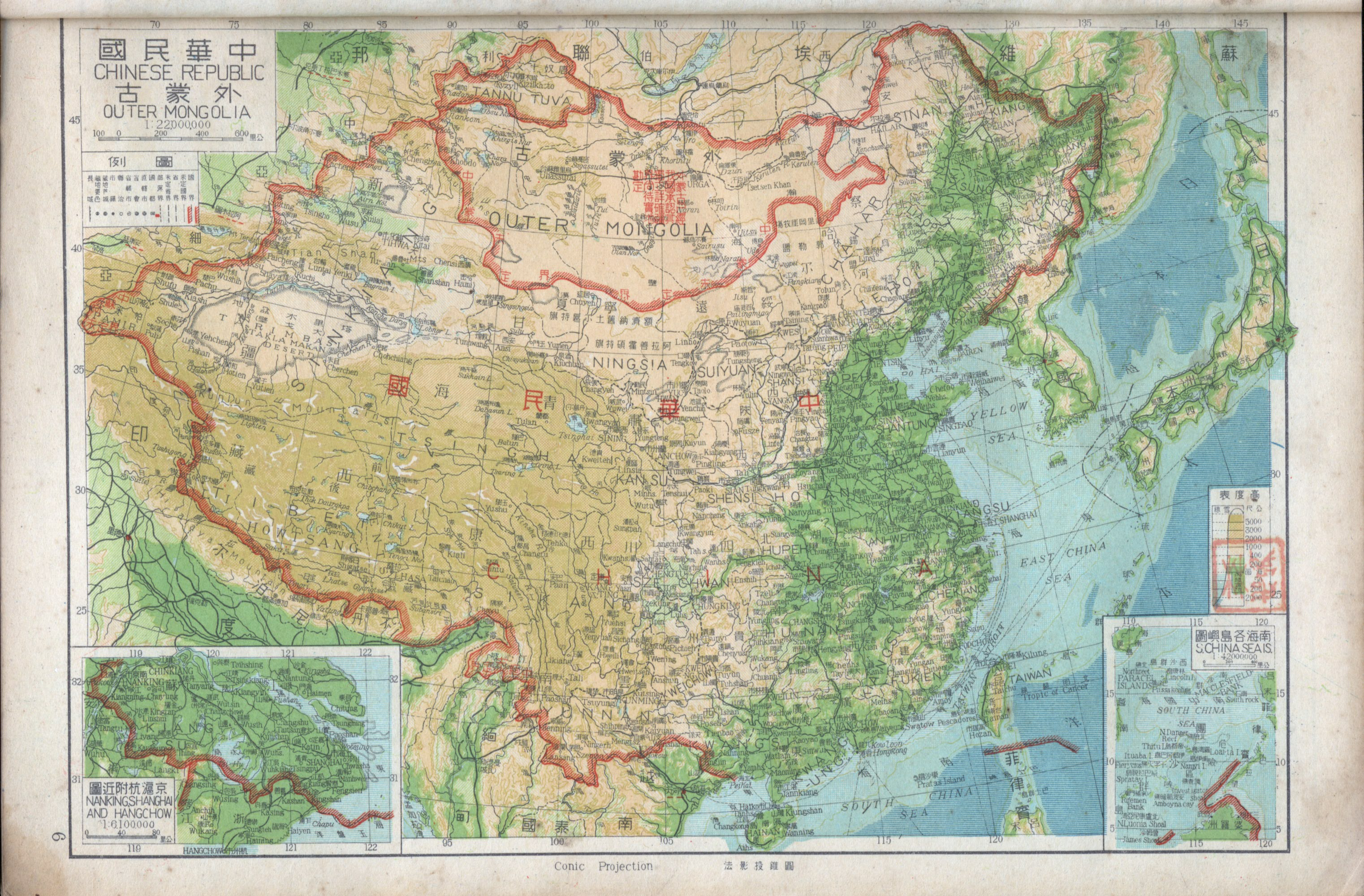
Carte de la Chine utilisant le système de pinyin postal, publiée en 1947

Au début du XXe siècle, la Chine (à la fin de la dynastie Qing) utilisait le système de pinyin postal (chinois : 郵政式拼音 ; pinyin : yóuzhèngshì pīnyīn), basé sur le Wade-Giles dans un but postal, principalement pour les toponymes sur les lettres et les timbres ; il n'était pas d'un usage universel. Il emploie certains noms européens de lieux chinois déjà communs qui remplacent le système Wade-Giles et inclut quelques prononciations des langues locales.
Le système postal fut décidé après la Conférence mixte des Postes impériales (帝國郵電聯席會議) du printemps 1906 à Shanghai.
Les principales différences avec le Wade-Giles sont les suivantes :
- l'absence complète de diacritiques servant à noter les tons ;
- Chi, ch'i et hsi (ji, qi et xi en hanyu pinyin) sont respectivement représentés soit par tsi, tsi et si, soit par ki, ki et hi selon la prononciation historique, par exemple :

|          | Wade-Giles | Hanyu pinyin |
| Peking   | Pei-ching  | Běijīng      |
| Tientsin | T'ien-chin | Tiānjīn      |
| Tsinan   | Chi-nan    | Jǐnán        |

- à moins qu'il soit la seule voyelle de la syllabe, le u du Wade-Giles devient w :

|          | Wade-Giles | Hanyu pinyin |
| Ankwo    | An-kuo     | Ānguó        |
| Chinchow | Chin-chou  | Jǐnzhōu      |

- les noms de lieux du Guangdong, du Guangxi et du Fujian sont romanisés selon les langues locales, comme le hakka, le cantonais, le min :

|        | Wade-Giles | Hanyu pinyin |
| Amoy   | Hsia-men   | Xiàmén       |
| Swatow | Shan-t'ou  | Shàntóu      |
| Quemoy | Chin-men   | Jīnmén       |

- les toponymes européens populaires préexistants (XIXe siècle ou avant) sont retenus ; par exemple :

|        | Wade-Giles | Hanyu pinyin |
| Canton | Kuang-chou | Guǎngzhōu    |